# Zoologisch-Botanischer Garten Hongkong
Koordinaten: 22° 16′ 40,2″ N, 114° 9′ 20,9″ O
Der Zoologisch-Botanische Garten Hongkong, kurz: HKZBG (chinesisch 香港動植物公園 / 香港动植物公园, Pinyin Xiānggǎng Dòngzhíwù Gōngyuán, Jyutping Hoeng1gong2 Dung6jik6mat6 Gung1jyun4'2) liegt mitten im Häuserdschungel von Hongkong auf Hong Kong Island.
Auf knapp sechs Hektar leben etwa 600 Vögel und rund 100 Säugetier- und Reptilienarten, deren Gehege von tropischen Pflanzen wie Palmen und Bananenstauden umrahmt werden. Zum Tierbestand gehören ausschließlich Arten, die in den tropischen Breiten der Erde zu Hause sind.
Hauptattraktionen des 1871 gegründeten Gartens sind Orang-Utans, Erdmännchen, Gibbons und Kattas. Weiterhin sind unter anderem verschiedene Krallenaffenarten aus Südamerika und madagassische Lemuren zu sehen. Reptilien sind neben Schlangen durch die seltenen China-Alligatoren vertreten.
Im Oktober 2024 sind zwölf Affen, Brazzameerkatzen, Totenkopfaffen, Lisztaffen und Weißkopfsakis, an Melioidose verstorben. Der Erreger war möglicherweise bei Bauarbeiten ins Erdreich eingebracht worden.
Der Eintritt ist für jedermann frei.

## Galerie

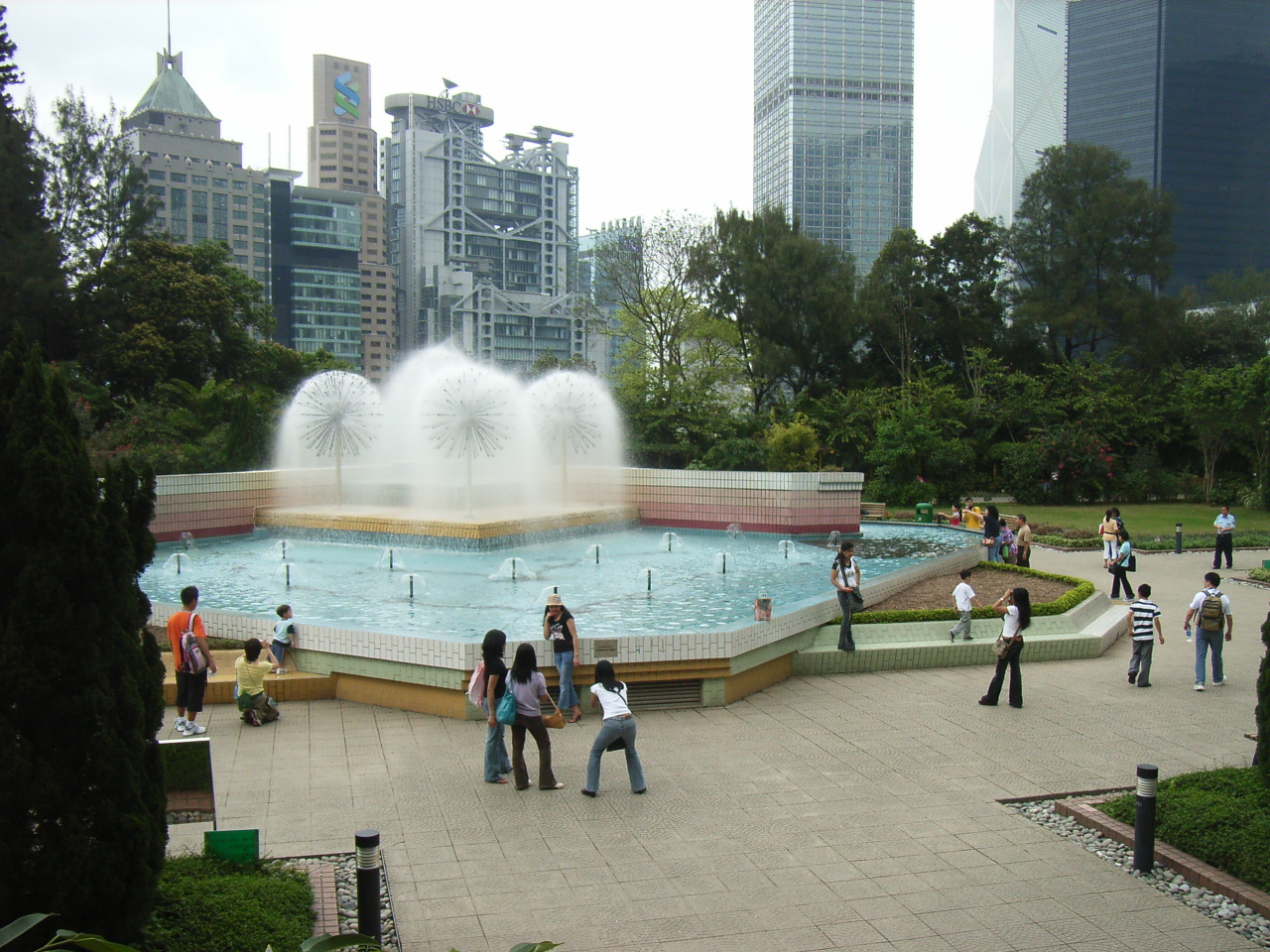
Zoologisch-Botanischer Garten Hongkong
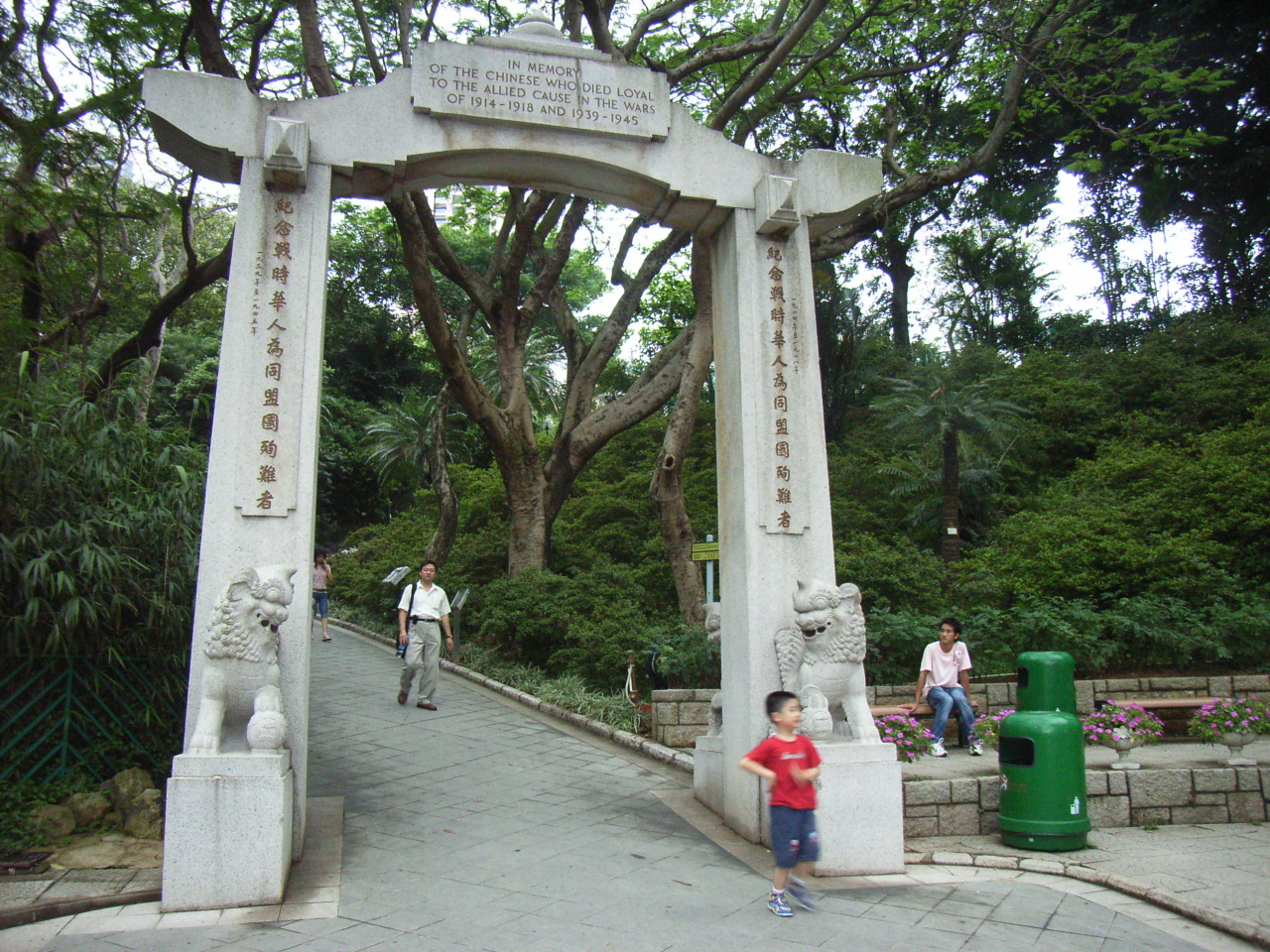
Gedächtnis-Tor für die Gefallenen des Ersten Weltkrieges
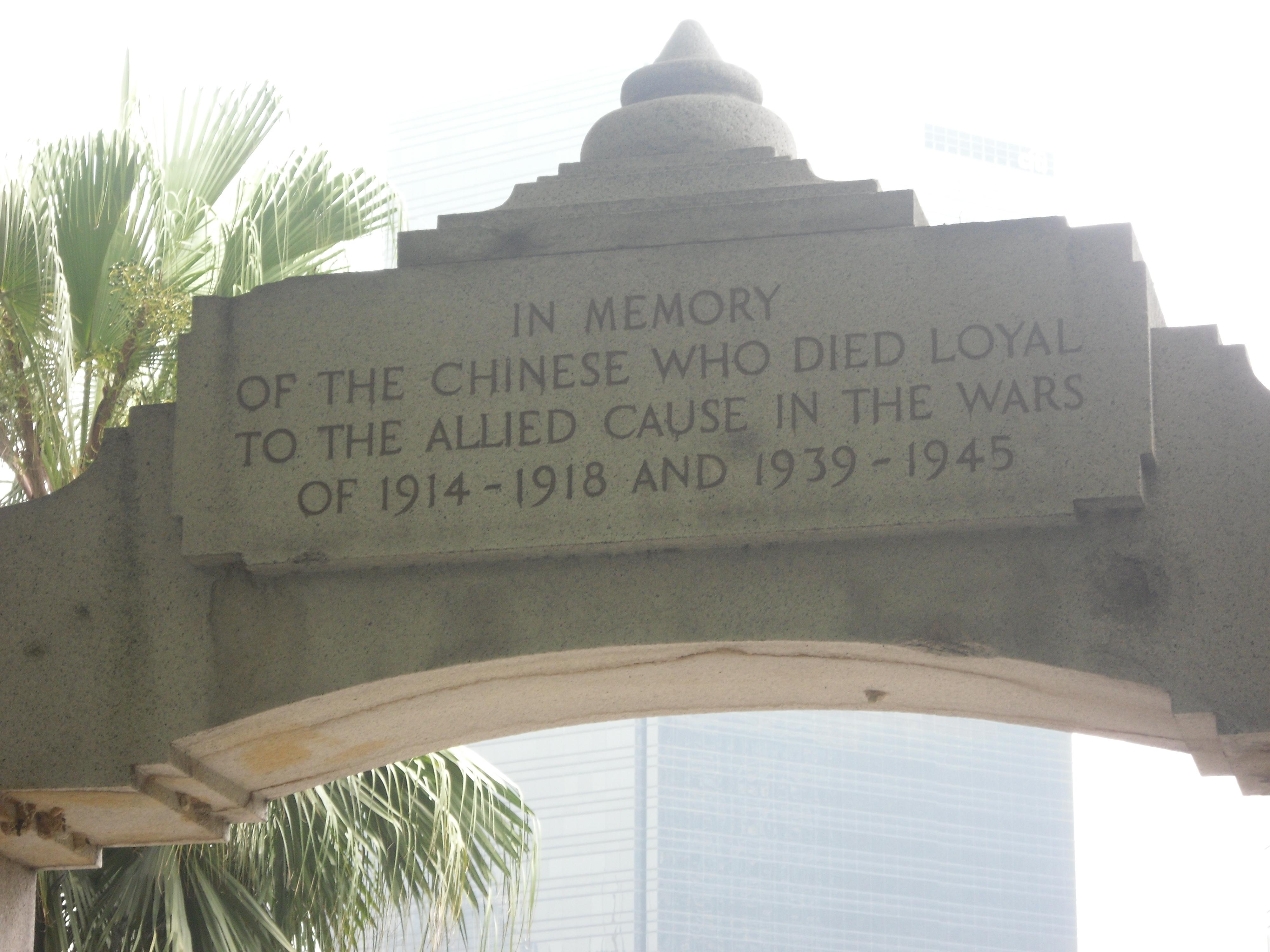
Nahaufnahme der Gedenktafel am Steintor
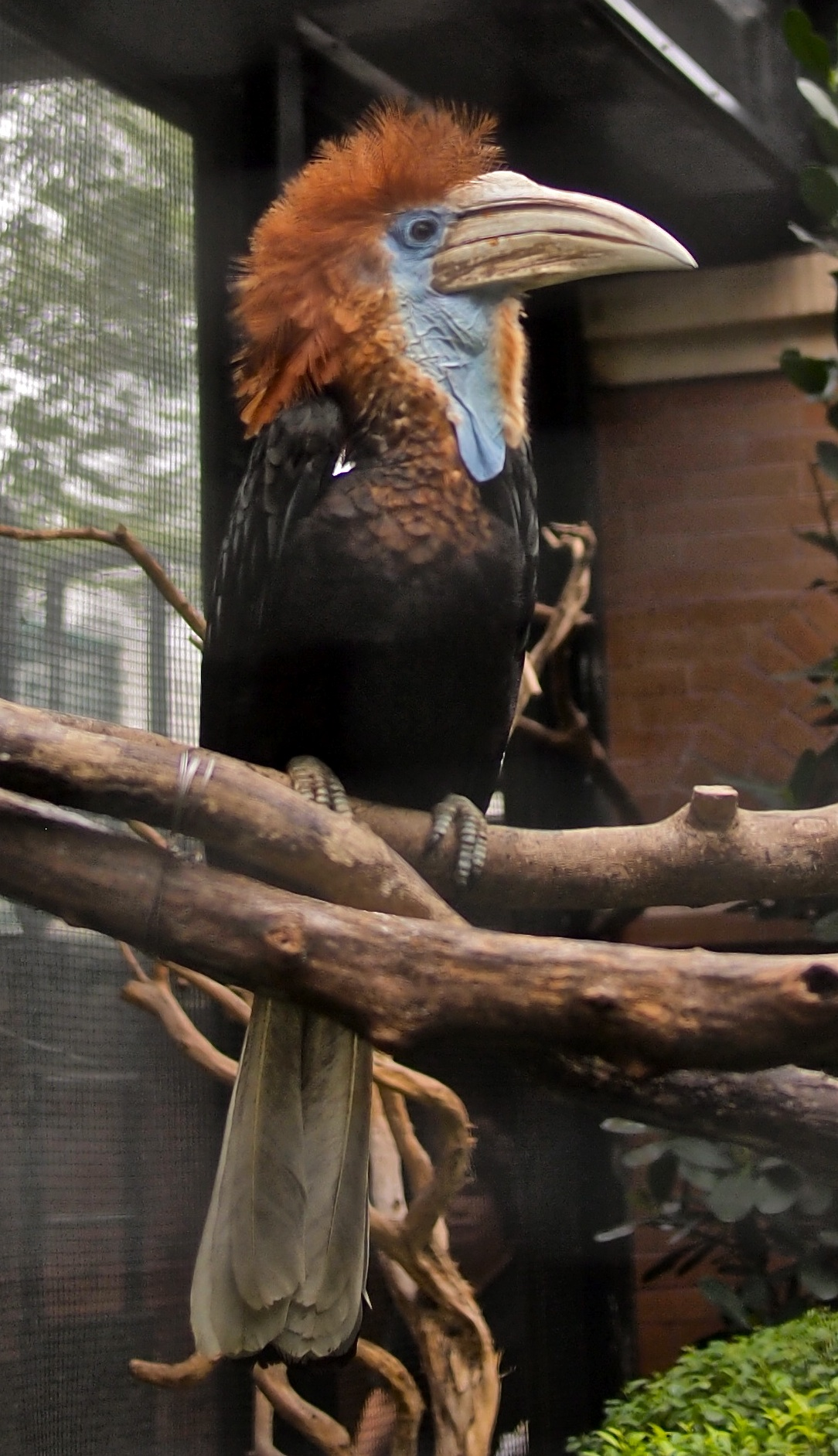
Goldhelm-Hornvogel
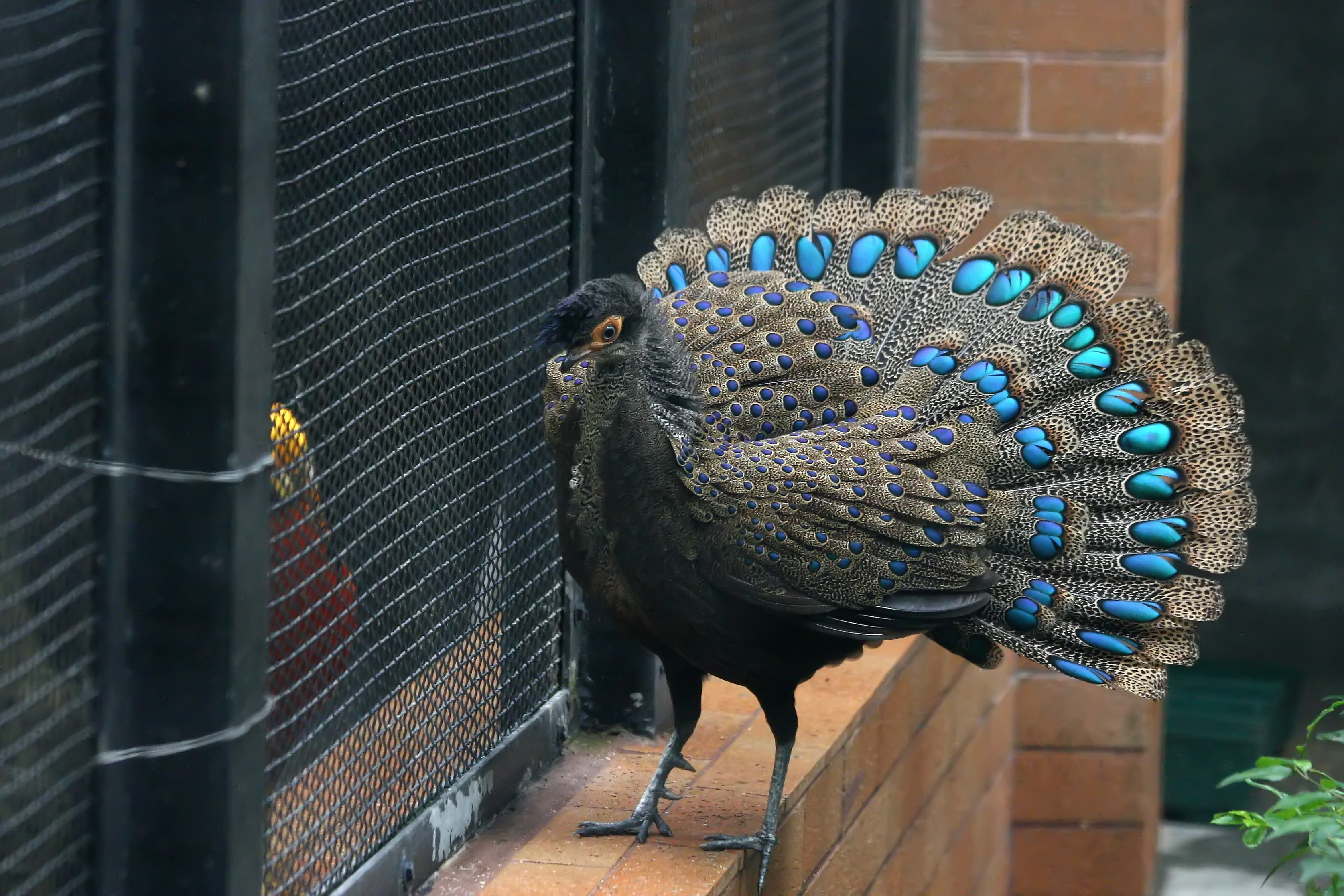
Malaienpfaufasan